# Been Like This
Been Like This è un singolo discografico collaborativo dei cantanti statunitensi Meghan Trainor e T-Pain, pubblicato nel 2024 ed estratto dal sesto album in studio di Meghan Trainor Timeless.

## Tracce
- Download digitale

1. Been Like This – 2:25

## Classifiche
| Classifica (2024) | Posizione raggiunta |
| ----------------- | ------------------- |
| Regno Unito       | 40                  |